# Gadarife (cidade)
Gadarife (em árabe: القضارف; romaniz.: Al Qadarif) é a capital de Gadarife e uma cidade do Sudão.